# 基本多边形
在数学上，每个闭曲面在几何拓扑的意义下，可以由一个偶数条边的有向多边形，把它的边成对地粘合构造出来，这样的多边形称之为基本多边形（fundamental polygon）。

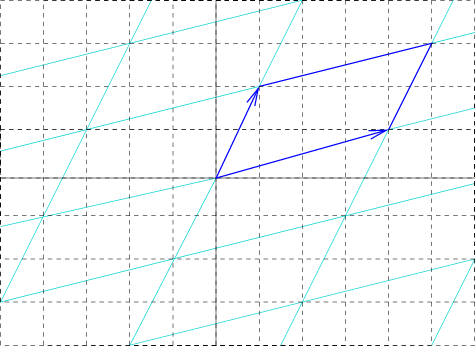
由一对向量定义的基本平行四边形，生成环面。

这个构造可以表示成一个长为2n的字符串，一共n个不同的符号，每个符号出现两次带有指数 +1或 -1。指数 -1的符号对应于该边的定向与基本多边形的定向相反。

## 例子
| 球面 | 实球射影平面 | 克莱因瓶 | 环面 |

上图中标有相同字母的两条边，沿着箭头方向粘合。
- 球面：{\displaystyle AA^{-1}}或{\displaystyle ABB^{-1}A^{-1};}
- 实射影平面：{\displaystyle AA}或{\displaystyle ABAB;}
- 克莱因瓶：{\displaystyle ABAB^{-1}}或{\displaystyle AABB;}
- 环面：{\displaystyle ABA^{-1}B^{-1}}或{\displaystyle ABCA^{-1}B^{-1}C^{-1}.}

## 群生成元
对标准对称形状，多边形的边可以理解为一个群的生成元。然后这个多边形，写成群元素形式，成为由这些边生成的自由群上一个约束，给出有一个约束的群呈示。
因此，例如给定欧几里得平面{\displaystyle \mathbb {R} ^{2}}，设群元素{\displaystyle A}在这个平面上有作用{\displaystyle A(x,y)=(x+1,y)}而{\displaystyle B(x,y)=(x,y+1)}。则{\displaystyle A,B}生成格{\displaystyle \Gamma =\mathbb {Z} ^{2}}，而环面由商空间给出（一个齐性空间）{\displaystyle T=\mathbb {R} ^{2}/\mathbb {Z} ^{2}}。更一般地，两个生成元{\displaystyle A,B}可用来生成一个基本平行四边形的平行四边形镶嵌。
对环面，在两个字母的自由群上的约束由{\displaystyle ABA^{-1}B^{-1}=1}给出。这个约束平凡地包含在如上给出的平面上的作用中。另外，平面可用六边形铺满，六边形的中心形成一个六边形格。将六边形的相对等同，又得到了环面。这一回约束是{\displaystyle ABCA^{-1}B^{-1}C^{-1}=1}，刻划了六边形格生成元在平面上的作用。
在实际中，大部分有趣的情形是具有负曲率的曲面，由群{\displaystyle PSL(2,\mathbb {R} )}中一个离散格作用在上半平面实现。这样的格称为富克斯群（Fuchsian group）。

## 标准基本多边形
亏格n可定向闭曲面有如下标准基本多边形：
{\displaystyle A_{1}B_{1}A_{1}^{-1}B_{1}^{-1}A_{2}B_{2}A_{2}^{-1}B_{2}^{-1}\cdots A_{n}B_{n}A_{n}^{-1}B_{n}^{-1}=1.\,}
（不可定向）亏格n的不可定向闭曲面有如下标准基本多边形：
{\displaystyle A_{1}A_{1}A_{2}A_{2}\cdots A_{n}A_{n}.\,}
或者，不可定向曲面能由两种形式给出，亏格n 克莱因瓶与亏格n 实射影平面。亏格2n克莱因瓶由一个4n边形给出
{\displaystyle A_{1}B_{1}A_{1}^{-1}B_{1}^{-1}A_{2}B_{2}A_{2}^{-1}B_{2}^{-1}\cdots A_{n}B_{n}A_{n}^{-1}B_{n}=1,\,}
（注意最后的{\displaystyle B_{n}}没有上标 -1；与可定向情形比较，这个翻转是不可定向性的缘故）。亏格2n+1射影平面由一个4n+2边形给出
{\displaystyle A_{1}B_{1}A_{1}^{-1}B_{1}^{-1}A_{2}B_{2}A_{2}^{-1}B_{2}^{-1}\cdots A_{n}B_{n}A_{n}^{-1}B_{n}^{-1}C^{2}=1.\,}
最后两类情形穷尽了所有可能的不可定向曲面，这是昂利·庞加莱证明的。

## 紧黎曼曲面的基本多边形
一个（双曲）紧黎曼曲面的基本多边形有许多重要的性质，将曲面与它的富克斯模型（Fuchsian model）联系起来。即一个双曲紧黎曼曲面可以上半平面做为万有覆叠，从而可以表示为一个商流形H/Γ，这里  Γ是一个非阿贝尔群同构于曲面的甲板变换群（deck transformation group）。商空间的陪集有标准多边形做为代表元素。在下面，注意所有黎曼曲面都是可定向的。

### 度量基本多边形
给定上半平面H中一点{\displaystyle z_{0}}，以及PSL(2,R)一个离散子群Γ 自由不连续作用在上半平面，则我们可定义度量基本多边形（metric fundamental polygon）为点集
{\displaystyle F=\{z\in \mathbb {H} :d(z,z_{0})<d(z,gz_{0})\;\;\forall g\in \Gamma \}.\,}
这里d是上半平面的双曲度量。度量基本多边形有时也称为狄里克雷区域（Dirichlet region）或沃罗诺伊多边形（Voronoi polygon）。
- 这个基本多边形是一个基本区（fundamental domain）。
- 这个基本多边形是凸集，连接这个多边形的任何两点的测地线完全包含在多边形内部。
- F的直径小于或等于H/Γ的直径。特别地，F的闭包紧。
- 如果Γ在H中没有不动点且H/Γ紧，则F的边数有限。
- 多边形的每条边是一个测地线。
- 对多边形的每条边s，恰有另外一条边s' 使得gs=s' 对某个g属于Γ。从而这个多边形有偶数条边。
- 将边两两连接的群元素集合g是Γ的生成元，没有更小的集合可生成Γ。
- F的闭包在Γ的作用下铺满上半平面。即{\displaystyle H=\cup _{g\in \Gamma }\,g{\overline {F}}}这里{\displaystyle {\overline {F}}}是F的闭包。

### 标准基本多边形
给定任何度量基本多边形F，用有限步可以构造另一个基本多边形，标准基本多边形（standard fundamental polygon），它具有额外一组值得注意的性质：
- 标准多边形的顶点都是等价的。“顶点”是说两条边相交的点。“等价”意味着每个顶点可以由Γ中某个g变到任何其它一个顶点。
- 边数可被4整除。
- Γ中一个给定元素g至多将多边形的一条边变到另一边。从而这些边可以成对标记出来。由于Γ的作用保持定向，如果一条边为{\displaystyle A}，则这一对中另一个可以标记为相反的方向{\displaystyle A^{-1}}。
- 可以安排标准多边形的边，使得相邻边取形式{\displaystyle A_{1}B_{1}A_{1}^{-1}B_{1}^{-1}A_{2}B_{2}A_{2}^{-1}B_{2}^{-1}\cdots A_{n}B_{n}A_{n}^{-1}B_{n}^{-1}}。这就是说边对可安排成以这样的方式相间出现。
- 标准多边形是凸集。
- 边可以安排成测地线。

上面的构造足够保证多边形的每条边在流形H/Γ中是一个闭（非平凡）环路。就其本身而言，每条边可以为基本群{\displaystyle \pi _{1}(\mathbb {H} /\Gamma )}中一个元素。特别地，基本群{\displaystyle \pi _{1}(\mathbb {H} /\Gamma )}有2n个生成元素{\displaystyle A_{1},B_{1},A_{2},B_{2},\cdots A_{n}B_{n}}，由一个约束定义，
{\displaystyle A_{1}B_{1}A_{1}^{-1}B_{1}^{-1}A_{2}B_{2}A_{2}^{-1}B_{2}^{-1}\cdots A_{n}B_{n}A_{n}^{-1}B_{n}^{-1}=1.\,}
所得流形H/Γ的亏格是n。

### 例子
度量基本多边形与标准多边形通常有不同的边数。比如，环面的标准基本多边形是一个基本平行四边形（fundamental parallelogram）。相比而言，度量基本多边形有六条边，是一个六边形。只需注意到六边形的边垂直平分平行四边形的边就可以看出来。这就是，取格中一点，然后考虑连接这点与邻点的直线之集合。每个这样的线被另一条垂直线平分，被这样的第二个线集合围住的最小的空间是一个六边形。
事实后，上一个构造一般都可行：取一点x，然后对Γ中g，考虑x与gx之间的测地线。平分这些测地线是另一个曲线集合，这些点的轨迹与x和gx距离相等。由第二个线集合围住的最小区域是度量基本多边形。

### 面积
标准基本多边形的面积是{\displaystyle 4\pi (n-1)}，这里n是黎曼曲面的亏格（等价于4n是多边形的边数）。由于标准多边形是H/Γ的一个代表，黎曼曲面的整个面积等于标准多边形的面积。这个面积公式由高斯-博内定理得出，在某种意义下黎曼-赫尔维茨公式（Riemann-Hurwitz formula）是其推广。

## 标准多边形的具体形式
对标准多边形可以给出具体表达式。一个更有用的形式是使用与这个标准多边形关联的群{\displaystyle \Gamma }。对一个亏格n定向曲面，群可由2n格生成元{\displaystyle a_{k}}给出。这些生成元由下列分式线性变换作用在上半平面给出。
对{\displaystyle 0\leq k<2n}：
{\displaystyle a_{k}=\left({\begin{matrix}\cos k\alpha &-\sin k\alpha \\\sin k\alpha &\cos k\alpha \end{matrix}}\right)\left({\begin{matrix}e^{p}&0\\0&e^{-p}\end{matrix}}\right)\left({\begin{matrix}\cos k\alpha &\sin k\alpha \\-\sin k\alpha &\cos k\alpha \end{matrix}}\right)}
参数由
{\displaystyle \alpha ={\frac {\pi }{4n}}\left(2n-1\right)}
和
{\displaystyle \beta ={\frac {\pi }{4n}}}
以及
{\displaystyle p=\ln {\frac {\cos \beta +{\sqrt {\cos 2\beta }}}{\sin \beta }}}
给出。可以验证这些生成元服从约束
{\displaystyle a_{0}a_{1}\cdots a_{2n-1}a_{0}^{-1}a_{1}^{-1}\cdots a_{2n-1}^{-1}=1,\,}
这给出整个群呈示。

## 推广
在高維，基本多变形的想法体现为齐性空间。